# Steuerlicher Ausgleichsposten
Bei einem steuerlichen Ausgleichsposten handelt es sich um einen (aktiven oder passiven) Eigenkapitalposten in der Steuerbilanz, der aufgrund verschiedener rechtlicher Bestimmungen als Hilfs- bzw. Gegenposition zum Ausgleich von Bilanzpositionen verwendet wird, wenn eine passende Gegenposition nicht vorhanden ist oder eine bereits entsprechend vorhandene Position nicht verändert werden darf.

## Beispiele

### Ausgleichsposten bei unterschiedlicher Bewertung in Steuerbilanz und Handelsbilanz bei Kapitalgesellschaften
Weicht die Steuerbilanz von der Handelsbilanz ab, z. B. weil steuerlich Hinzuaktivierungen vorgenommen oder Abschreibungen geändert wurden, hat dies im ersten Jahr der Abweichung ein steuerliches Mehrvermögen (Mehrgewinn) zur Folge, in den Folgejahren wegen der höheren Abschreibungen bzw. der längeren Abschreibungsdauer ein Wenigervermögen (Wenigergewinn). Diese Differenzen können bei Einzelgewerbetreibenden und Personengesellschaften über die Kapitalkonten dargestellt werden. Bei Kapitalgesellschaften ist dies jedoch nicht möglich, da der Ausweis des Eigenkapitals (Nennkapital und Rücklagen) wegen des Maßgeblichkeitsgrundsatzes an die Handelsbilanz gebunden ist. Die Darstellung erfolgt hier über Ausgleichsposten. Bei steuerlichem Mehrvermögen wird ein passiver, bei Mindervermögen ein aktiver Ausgleichsposten gebildet. Der Ausgleichsposten ist in den Folgejahren gewinnwirksam fortzuentwickeln. Wurde z. B. wegen zusätzlicher Aktivierung ein passiver Ausgleichsposten gebildet, ist dieser in dem Umfang der in den Folgejahren vorgenommenen zusätzlichen Abschreibungen aufzulösen. Bei Vollabschreibungen entfällt der Ausgleichsposten ganz. Wird die Handelsbilanz an die Steuerbilanz angepasst, entfällt der Ausgleichsposten ebenfalls, da dann die entsprechenden Wirkungen bereits in der Handelsbilanz gezeigt werden, also keine Abweichung der Steuerbilanz von der Handelsbilanz mehr vorliegt.
Wird eine separate Steuerbilanz aufgestellt sind solche Ausgleichsposten nur bei innerbilanziellen Unterschieden anzuwenden (z. B. AfA, Drohverlustrückstellungen). Er ist nicht zu bilden aufgrund außerbilanziellen Änderungen (z. B. nach § 4 Abs. 5 EStG, § 8b KStG, verdeckte Gewinnausschüttungen), welche gesondert erklärt werden müssen.
Auf die Bildung von Ausgleichsposten kann verzichtet werden, wenn anstatt einer Steuerbilanz eine Überleitungsrechnung zur Anpassung des handelsrechtlichen Jahresüberschusses entsprechend den steuerlichen Vorschriften durchgeführt wird (§ 60 Abs. 2 S. 1 EStDV).

### Ausgleichsposten bei Prüferbilanzen von Kapitalgesellschaften
Werden bei einer Außenprüfung einer Kapitalgesellschaft Mehr- oder Wenigergewinne ermittelt, darf der bereits festgestellte Jahresüberschuss bzw. die Gewinnverwendung der Handelsbilanz nicht mehr geändert werden, da sich die Außenprüfung nur auf die Steuerbilanz bezieht, welche die Eigenkapitalstruktur aufgrund der Maßgeblichkeit der Handelsbilanz für Steuerbilanz übernimmt. Durch die Hilfe eines Ausgleichspostens wird das geänderte Eigenkapital daher abgebildet, ohne dass sich das handelsrechtliche Eigenkapital ändert. Sollte nach der Prüfung die Handelsbilanz berichtigt werden, kann dieser Ausgleichsposten wieder wegfallen. Ansonsten fällt er soweit automatisch im derzeit offenen Jahr durch Anpassung des Prüfungsergebnisses in der Handelsbilanz weg.

### Ausgleichsposten nach§4gEStG
Durch ein Verbringen von Betriebsvermögen in einen anderen EU-Staat werden die stillen Reserven nach § 4 Abs. 1 Satz 3 EStG steuerentstrickt und damit aufgedeckt. Um eine Besteuerung zumindest zeitlich zu strecken, kann nach § 4g EStG ein steuerlicher Ausgleichsposten in Höhe der stillen Reserven gebildet werden, welcher dann erfolgswirksam im Jahr der Bildung und den folgenden vier Jahren aufzulösen ist.

### Ausgleichsposten nach§14Abs. 4 KStG
Bei einer ertragsteuerlichen Organschaft ist in Höhe einer Mehr- oder Minderabführung der Organgesellschaft an den Organträger beim Organträger erfolgsneutral ein steuerlicher Ausgleichsposten in Höhe der Mehr- oder Minderabführung zu bilden im Verhältnis der Beteiligung des Organträgers am Nennkapital der Organgesellschaft. Im Zeitpunkt der Veräußerung der Organbeteiligung ist der Ausgleichsposten ertragswirksam aufzulösen. Die Bildung liegt darin begründet, dass der Organträger trotz Mehr- oder Minderabführung diesen Teil bei sich zu versteuern hat (Minderabführung) oder entsprechend nicht (Mehrabführung). Den steuerlichen Ausgleichsposten kann man bei Minderabführung als Erhöhung der Anschaffungskosten der Organgesellschaftbeteiligung interpretieren als Folge einer verdeckten Einlage (des versteuerten, aber nicht ausgezahlten Gewinns) des Organträgers in der Organsgesellschaft bzw. bei Mehrabführung als Verringerung der Anschaffungskosten als Folge einer verdeckten Einlagenrückzahlung.